# Фауна Пакистана
Местная фауна Пакистана отражает различные климатические зоны.

## Распространение

### Северные высокогорья и равнины
Северные высокогорные районы включают более низкие районы области региона Потохар и Азад Кашмир и более высокие районы возвышения, охватывающие предгорья гор Гималаев, Каракорум и Гиндукуш. Некоторые из видов диких животных, обнаруженные на северных горных участках и на Плато Потохар, включают в себя не находящиеся под угрозой исчезновения виды млекопитающих бхарала, евразийской рыси, гималайского горала, индийского леопарда, горного барана Марко Поло, сурков (в Национальном парке Деосай) и харз, птиц видов горные куропатки, филины, гималайские моналы и гималайские улары, амфибий видов Duttaphrynus himalayanus и Nanorana vicina. К угрожаемым видам относятся гималайский медведь, тяньшанский бурый медведь, азиатский волк, кашмирский гульман, вапити, винторогий козёл, макака-резус, сибирский горный козёл, гладкошёрстная выдра и гималайская кабарга, виды птиц гималайские фазаны, сапсан, черноголовый трагопан и вид рептилий болотный крокодил.

### Равнины Инда и пустыни Синд
Река Инд и ее многочисленные восточные притоки, включая Чинаб, образуют множество речных форм рельефа, которые занимают большую часть равнин Инда в Пенджабе и Западной Синде. Некоторые из видов, не находящихся под угрозой исчезновения, на равнинах Инда и в пустынях Синд включают нильгау, обыкновенную лисицу и кабана, птиц видов александров кольчатый попугай, обыкновенная сипуха, черный коршун, обыкновенная майна, удоды, обыкновенный павлин, розовобрюхий настоящий бюльбюль, сизый голубь, пеганка и туркестанский тювик, виды рептилий очковая змея, звёздчатая черепаха, Bungarus sindanus и жёлтый варан и виды амфибий тигровая лягушка и Bufo stomaticus. Некоторые виды млекопитающих, находящихся под угрозой исчезновения, включают аксиса, гарну, Hyelaphus, индийского носорога, уриала и синдского бородатого козла, вида птиц африканский гриф и видов рептилий Geoclemys hamiltonii и гангский гавиал. Серая куропатка — одна из немногих птиц, которую можно найти в пустыне Чолистан. Тарпаркарская пустыня поддерживает справедливую численность популяции Gazella bennettii. Индийский кулан мигрирует из индийской части Большой Качский Ранн в Пакистан в поисках пищи. Численность диких кабанов увеличилось из-за иммунитета, которым они пользуются в мусульманском обществе, которое запрещает его потребление людьми.

#### Вымерший
Азиатский лев раньше встречался в этом регионе. В 1810 году возле Кот-Диджи был убит последний лев.

### Западные высокогорья, равнины и пустыни
Западный регион Пакистана, большая часть которого занята провинцией Белуджистан, имеет сложную географию. Некоторые виды млекопитающих включают каракала, афганскую лисицу, дромадера, джейрана, индийского дикобраза, ушастого ежа, винторогого козла, медоеда и полосатую гиену, виды птиц бородач, вихляй и дербник, виды рептилий эублефары и эфы и амфибии зелёная жаба.

### Водно-болотные угодья, прибрежные районы и морская флора и фауна
В Пакистане существует ряд охраняемых водно-болотных угодий (согласно Рамсарской конвенции). Водно-болотные угодья являются средой обитания для перелетных птиц, таких как кудрявые пеликаны и журавль-красавка, а также хищных видов скопа, обыкновенный зимородок, кошка-рыболов и бенгальская кошка вблизи побережья. Заповедник дельфинов Чашма и Таунса защищает находящихся под угрозой исчезновения индских дельфинов, которые живут в пресной воде. Протяженность береговой линии Пакистана составляет 1050 км в длину и состоит из разнообразных видов мест обитания, поддерживающих широкий круг животных, из которых более 1000 видов рыб обитают в рифах континентального шельфа. Западное побережье Большого Качского Ранна к востоку от дельты реки Инд и ниже пустыни Тарпаркар, является одним из немногих мест, где размножаются обыкновенный фламинго. Это также среда обитания исчезающего вида малой индийской дрофы. Дельта реки Инд является местом гнездования полосатого змееголова, Channa marulius, Barilius modestus и многих видов сомов, таких как Rita rita. Гильза индийская заплывает на нерест из Аравийского моря в пресную воду. Виды, которые важны для людей в качестве пищи, такие как Tor putitora и крупные пресноводные креветки (виды Macrobrachium), являются частью богатой водной флоры и фауны. Вдоль берегов Астолы и Ормара пляжей Белуджистана и залива Hawke’s Bay и пляжа Sandspit в Синде гнездятся в пяти местах, находящиеся под угрозой исчезновения морские черепахи: зелёная черепаха, логгерхед, бисса, оливковая черепаха и кожистая черепаха. Морские змеи, такие как двухцветная пеламида, также встречаются в пелагической зоне моря. Водно-болотные угодья Пакистана также являются домом для находящихся под угрозой исчезновения видов гангский гавиал и болотный крокодил, которые предпочитают пресноводную среду обитания.

## Культурное значение
| Название                      | Символ                                   | Изображение |
| ----------------------------- | ---------------------------------------- | ----------- |
| Национальное животное         | Винторогий козёл (Capra falconeri)       |             |
| Национальное животное региона | Ирбис (Uncia uncia)                      |             |
| Национальная птица            | Азиатский кеклик (Alectoris chukar)      |             |
| Национальная птица региона    | Шахин (Falco pelegrinoides)              |             |
| Национальное водное животное  | Индский дельфин (Platanista minor)       |             |
| Национальная бабочка          | Mimathyma ambica                         |             |
| Национальная рыба             | Tor putitora                             |             |
| Национальная рептилия         | Болотный крокодил (Crocodylus palustris) |             |
| Национальная амфибия          | Bufo stomaticus                          |             |

## Списки видов
- Моллюски Пакистана
  - Не морские моллюски
  - Морские моллюски
- Членистоногие Пакистана
  - Муравьи Пакистана
  - Стрекозы Пакистана
  - Мотыльки Пакистана
  - Бабочки Пакистана
  - Пауки Пакистана
  - Ракообразные Пакистана
- Хордовые Пакистана
  - Рыбы Пакистана
  - Амфибии Пакистана
  - Рептилии Пакистана
  - Птицы Пакистана
  - Млекопитающие Пакистана

## Внешние ссылки
- Pakistan Avicultural Foundation